# Novostrilțivka, Milove
Novostrilțivka (în ucraineană Новострільцівка) este localitatea de reședință a comunei Novostrilțivka din raionul Milove, regiunea Luhansk, Ucraina.

## Demografie
Componența lingvistică a localității Novostrilțivka
     Ucraineană (54,64%)
     Rusă (41,47%)
     Alte limbi (0,33%)
Conform recensământului din 2001, majoritatea populației localității Novostrilțivka era vorbitoare de ucraineană (54,64%), existând în minoritate și vorbitori de rusă (41,47%).